# FBA 21
Dimensions
Le FBA 21 est un hydravion commercial, produit en France par le constructeur aéronautique Franco-British Aviation Company (FBA).